# Базавлуцький прибережно-річковий комплекс

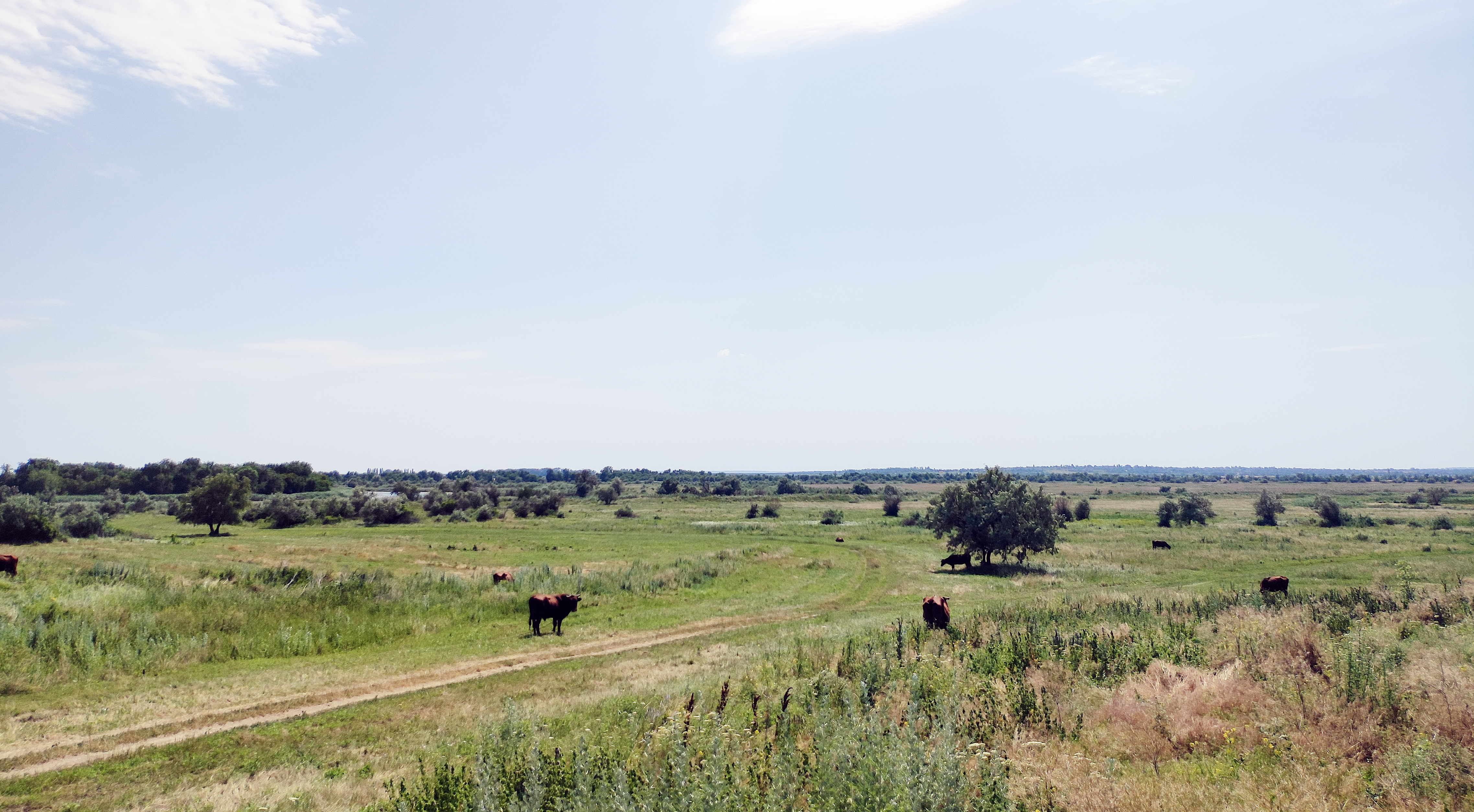
Базавлуцькі луки

Базавлу́цький прибере́жно-річкови́й ко́мплекс — ландшафтний заказник загальнодержавного значення в Україні. Розташований у межах Нікопольського району Дніпропетровської області, на схід і північний схід від села Шолохове. 
Площа 3538 га. Статус присвоєно згідно з наказом Міністерства екології та природних ресурсів України 05 серпня 2019 року № 284.
Статус присвоєно для збереження і відтворення природного комплексів долини річки Базавлук, її лівої притоки — річки Солоної, а також Шолоховського водосховища. На території заказника трапляються тварини, птахи і рослини, занесені до Червоної книги України та Європейського Червоного списку. 
Територія ландшафтного заказника «Базавлуцький прибережно-річковий комплекс» входить до складу об'єкта Смарагдової мережі, що створена в рамках Бернської конвенції.